# Гансєрг Кунце
Гансєрг Кунце  (нім. Hansjörg Kunze, 28 грудня 1959) — німецький легкоатлет, олімпійський медаліст.

## Виступи на Олімпіадах
| Олімпіада   | Дисципліна           | Місце      |
| ----------- | -------------------- | ---------- |
| Москва 1980 | біг на 5000 метрів   | 11 h1 r2/3 |
| Сеул 1988   | біг на 5000 метрів   | 3          |
| Сеул 1988   | біг на 10 000 метрів | 6          |

## Зовнішні посилання
- Досьє на sport.references.com [Архівовано 30 червня 2012 у Wayback Machine.]